# Al Doilea Regiment Secuiesc de Infanterie

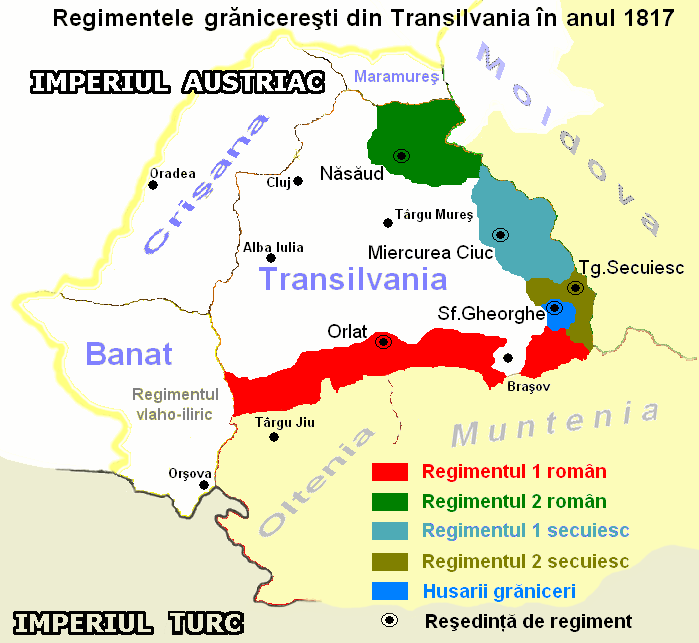
Dispunerea în teritoriu a regimentului, în cadrul Graniței Militare Transilvănene

Al Doilea Regiment Secuiesc de Infanterie (în germană 2. Szekler Grenzinfanterieregiment) a făcut parte din granița militară transilvăneană. A fost înființat ca atare în 1750. Ulterior a fost redenumit în 2. Szekler Grenz-Infanterieregiment Nr. 15 (al doilea regiment secuiesc de infanterie, nr. 15). Concomitent Primul Regiment Secuiesc de Infanterie a fost reorganizat în 1. Szekler Grenz-Infanterieregiment Nr. 14 (primul regiment secuiesc de infanterie, nr. 14).